# Számkivetett
A Számkivetett (eredeti cím: Cast Away) egy 2000-es amerikai film, a 20th Century Fox és a DreamWorks produkciója.
A mozifilmet Robert Zemeckis rendezte. A film főszereplői Tom Hanks és Helen Hunt. Hankset színészi alakításáért Oscar-díjra jelölték a legjobb színész kategóriában. A film zenéjét Alan Silvestri szerezte, aki ezután Grammyt nyert 2002-ben, a végefőcímben felcsendülő dalért.
A film külső jeleneteit a Fidzsi-szigetekhez tartozó Monuriki-szigeten vették fel.

## Cselekménye
A Robinson Crusoe-éra emlékeztető történet egy Chuck Noland nevű FedEx-alkalmazottról szól, aki zátonyra kerül egy lakatlan szigeten, miután repülője „valahol a Csendes-óceán déli részén” lezuhan.
A történet során segítségére vannak a túlélésben a tengerből partra sodródó csomagok, amiket leleményesen próbál felhasználni.
Egy barlangban a Nap által a barlang falára rajzolt analemma segítségével állapítja meg és dokumentálja az aktuális hónapot. Összesen négy évet tölt a szigeten magányosan, mikor úgy dönt, tutajt fabrikál magának és elindul a tengeren, hogy hazataláljon. Egy vihar után végül egy teherhajó veszi észre a sodródó lélekvesztőt és rajta Nolandot.
Hetekkel később ér haza egy céges repülőn, nagy médiavisszhangot kiváltva történetével. Ő csak a régi életét szeretné visszakapni, ami már nem lehetséges: korábbi menyasszonya ugyanis halottnak hitte őt, ezért később feleségül ment egy másik férfihez és gyereket is szült neki. Noland végül érzékeny búcsút vesz a nőtől, és elindul, hogy máshol kezdjen új életet.

## Wilson
A filmben láthatunk egy érdekes „szereplőt”, Wilsont, akit egy Wilson márkájú strandröplabda alakít. Egy néma, örökké nyugodt hallgatót játszik a filmben – ő Chuck (a főhős) egyetlen társa a szigeten töltött 1500 nap során.
Vélhetőleg azért lett Wilson márkájú a kiválasztott labda, mert a "Wilson Sporting Goods" sportszereket forgalmazó cég a film bemutatásának idején jelent meg egy azonos nevű termékkel.

## Szereplők
| Színész                | Szerep                 | Magyar hang    |
| ---------------------- | ---------------------- | -------------- |
| Tom Hanks              | Chuck Noland           | Kőszegi Ákos   |
| Helen Hunt             | Kelly Frears           | Spilák Klára   |
| AVP Official Game Ball | Wilson, strandröplabda | nem beszél     |
| Nick Searcy            | Stan                   | Rosta Sándor   |
| Jenifer Lewis          | Becca Twig             |                |
| Chris Noth             | Jerry Lovett           | Harmath Imre   |
| Lari White             | Bettina Peterson       | Csere Ágnes    |
| Vince Martin           | Albert Miller          | Balázsi Gyula  |
| Geoffrey Blake         | Maynard Graham         |                |
| Michael Forest         | Jack                   | Garai Róbert   |
| Jay Acovone            | Petrov                 | F. Nagy Zoltán |

## Lásd még
- A kitaszított (Castaway) - egy 1987-es kalandfilm egy lakatlan szigeten